# Almudena Rodríguez Rodríguez
Almudena Rodríguez Rodríguez  (nacida el 9 de noviembre de 1993 en Telde, Islas Canarias) es una jugadora de balonmano española que juega para el Rocasa Gran Canaria y la Selección Española.

## Trayectoria
Criada en los terrenos de juego de Telde, debutó en la máxima división española con el Rocasa Gran Canaria. Durante su primera etapa en el club, Almudena Rodríguez ha conquistado en dos ocasiones la Copa de la Reina (temporadas 2014-2015 y 2016-2017), y la Copa EHF Challenge (2015-2016). Tras su segunda Copa de la Reina ficha por el Gloria Bistrita donde juega dos temporadas. Una temporada en Alemania con Thüringer HC y otras dos temporadas de nuevo en el Gloria Bistrita y, junto a Marta Mangué, en 2022, regresa a su club de formación cinco temporadas después de haber emprendido su aventura fuera de las fronteras españolas.

### Clubes[4]
- 2013-17:  Balonmano Remudas
- 2017-19:  Gloria Bistrita
- 2019-20:  Thüringer HC
- 2020-22:  Gloria Bistrita
- 2022 - :    Rocasa Gran Canaria

### Selección
Con las Guerreras debutó en el Torneo Internacional celebrado en Túnez el 9 de octubre de 2014 y se hizo con la medalla de Oro en los Juegos Mediterráneos del 2018.
Pero, sin duda, su mayor éxito internacional es la medalla de plata conseguida en el Mundial de Japón 2019.Participó en los Juegos Olímpicos de Tokio 2020 consiguiendo una novena posición. 

## Títulos y galardones

### Selección nacional
- 1 x Medalla de Plata en el Campeonato del Mundo de Japón 2019
- 1 x Medalla de Oro en los Juegos Mediterráneos 2018

### Clubes
- 1 x Challenge Cup (2015/16)
- 2 x Copa de la Reina (2014/15, 2016/17)

### Galardones individuales
- 1 x Mejor Lateral Derecho de la DHF: (2015/16)